# هوغو جود
هوغو جود (بالإنجليزية: Neville Hugo Sale Judd) هو دبلوماسي نيوزلندي، ولد في ديسمبر 1939 في فانكوفر في كندا، وتوفي في 2 مايو 2017 في Māpua, New Zealand ‏ في نيوزيلندا.